# 哈日布呼镇
哈日布呼镇，是中华人民共和国新疆维吾尔自治区博尔塔拉蒙古自治州温泉县下辖的一个乡镇级行政单位。

## 行政区划
哈日布呼镇下辖以下地区：
玉祖尔路社区、厄布得格路社区、呼都格路社区、呼都格村、玉祖尔村、绥得尔村、滚祖呼村、哈日布呼村、屯格特村、新布呼村、乌兰夏尔勒津村、冬都布呼村、巴格哈日莫墩村、厄日格特村、塔克勒格哈日莫墩村、浩图呼尔村、埃勒木图村、查干阿热勒村、哈日乌苏村、阿日夏特村、乌拉斯塔村、道翁别勒其尔村、厄布得格村和苏木村。